# Червенопер пагел
Червенопер пагел (Pagellus bogaraveo) е вид бодлоперка от семейство Sparidae. Видът е почти застрашен от изчезване.

## Разпространение и местообитание
Разпространен е в Албания, Алжир, Белгия, Босна и Херцеговина, Великобритания, Германия, Гибралтар, Гърция, Дания, Западна Сахара, Ирландия, Исландия, Испания, Италия, Малта, Мароко, Монако, Нидерландия, Норвегия, Португалия, Словения, Тунис, Турция, Франция, Хърватия, Черна гора и Швеция.
Среща се на дълбочина от 33 до 309 m, при температура на водата от 9,8 до 19,7 °C и соленост 35,4 — 38,7 ‰.

## Описание
На дължина достигат до 70 cm, а теглото им е максимум 4000 g.
Продължителността им на живот е около 15 години.